# Charpont
Charpont település Franciaországban, Eure-et-Loir megyében. Lakosainak száma 638 fő (2022. január 1.). Charpont Villemeux-sur-Eure, Écluzelles és Le Boullay-Mivoye községekkel határos.

## Népesség
A település népességének változása:
| Lakosok száma | 221  | 323  | 454  | 536  | 539  | 563  | 608  | 634  | 646  | 638  |
|               | 1968 | 1982 | 1990 | 2006 | 2013 | 2015 | 2017 | 2019 | 2020 | 2022 |